# 赫尔穆特·卡尔
赫尔穆特·卡尔（德語：Helmuth Kahl，1901年2月17日—1974年1月23日），德国男子现代五项运动员。他曾代表德国参加1928年夏季奥林匹克运动会现代五项比赛，获得男子个人铜牌。